# 山崎站 (香川縣)
山崎站（日语：／ Yamasaki eki */?）是位於香川縣木田郡川添村山崎，高松電氣軌道的長尾線車站，現時已經廢止。

## 歷史
- 1912年（明治45年）4月30日 -  高松電氣軌道車站啟用。
- 1943年（昭和18年） - 廢止[2]。

## 車站構造
車站是一座地面車站，設有1面1線的單式月台。車站位於現時水田站靠近瓦町站一方約340米的位置。

## 其他
- 現時由於車站附近已經高架化，因此沒有痕蹟。

## 相鄰車站
高松電氣軌道
元山－川島口－山崎－水田

## 注腳
1. ↑  60年のあゆみ（日語） p.14 （2021年2月21日參閱）
2. ↑  正式廢止日時不明。於1943年（昭和18年）11月1日公司合併後，推測在高松琴平電氣鐵道長尾線成立前廢止。在1942年的時間表記述了此站。